# 290er
Portal Geschichte | Portal Biografien | Aktuelle Ereignisse | Jahreskalender | Tagesartikel

◄ |
2. Jh. |
3. Jahrhundert
| 4. Jh. | ►

◄ |
260er |
270er |
280er |
290er
| 300er | 310er | 320er | ►

290 |
291 |
292 |
293 |
294 |
295 |
296 |
297 |
298 |
299

## Ereignisse
- 290: Baubeginn der Befestigungsanlagen gegen die Sachsen (Litus Saxonicum) an der Südwestküste Englands.
- 293: Mailand wird offizielle Residenzstadt im weströmischen Reich, Rom bleibt aber Hauptstadt.
- 297: Kaiser Diokletian besiegt die Perser.